# Witheringia folliculoides
Witheringia folliculoides là loài thực vật có hoa trong họ Cà. Loài này được J.L. Gentry & D'Arcy miêu tả khoa học đầu tiên năm 1987.